# Pizistrat
Pizistrat (6. st. pr. Kr. - 527. pr. Kr.; grč. Πεισίστρατος) je bio atenski vladar koji je uveo tiraniju. Kao vladar sukobio se s eupatridima, atenskim višim slojem. U vrijeme njegove vladavine Atena je doživjela veliki gospodarski razvoj. Naslijedili su ga sinovi Hiparh i Hipias.

## Rani život
Pizistrat je bio daljnji rođak Solona. Rođen je negdje na sjeveru Atike. Proslavio se kada je zauzeo luku Nisaju u blizini Megare u ranom 6. st. pr. Kr.

## Dolazak na vlast
Pzistrat na vlast dolazi uspješnim pučem 560. pr. Kr. Njegovu podršku je, osim gorjaka, činilo i siromašno građanstvo. Herodot, grčki povjesničar, navodi kako je Pizistrat ranio sam sebe i svoje dvije mule i takav ušao u agoru te tražio zaštitare protiv izmišljenih neprijatelja. Ranije je navedeno kako je Solon upozoravao Atenjane da ih njihov rođak ne prijevari, no bez uroda. Pizistratu su njegove pristaše izglasovale odobrenje za stražu kojom je on preuzeo Akropolu i započeo svoju vladavinu. Nakon pet godina Pizistratove vladavine, ravničarska i primorska stranka su se usprotivile njegovoj vladavini te su ga istjerali. Međutim, Megaklo, vođa primorske stranke, sukobio se s ravničarskom, pa i sa svojom strankom te sklopio savez s Pizistratom koji je oženio njeovu kćer. Tako se i Pizistrat vratio kao vladar Atene. Herodot u tekstu navodi kako je inteligencija odvajala Grke od barbara, pa je izveo zaključak da su na osnovi toga Pizistrat i Megaklo najistaknutiji Grci. O povratku Pizistrata u Atenu Heraklo navodi kako su on i Megaklo našli lijepu Atenjanku te je predstavili kao božicu Atenu, koja je zajedno u kočiji sjedila s Piizistratom, te je tako izgledalo kao da sama Atena vraća Pizistrata na vlast.Pomeroy et al. (1998.), str. 170. Međutim, Pizistratovo savezništvo s Megaklom nije trajalo dugo. Iz prethodnog je braka Pizistrat imao dva sina, čiji položaj nije želio narušavati, pa je tako imao odnose s Megaklovom kćeri protivne običajima (ου κατά νόμων). Tako je Megaklo imao isti povod protiv Pizistrata kao i njegovi neprijatelji, pa su ga zajedno ponovno protjerali iz Atene.Pomeroy et al. (1998.), str. 170. - 171.
U izbjeglištvu između 555. pr. Kr. i 546. pr. Kr., Pizistrat je skupio vojsku plaćenika, koju je plaćao novcem zarađenim iz rudnika srebra i zlata u planini Pangeon na sjeveru Grčke. Uz podršku bogatog kralja Ligdamisa iz Naksosa i konjanika iz Eretrije, Pizistrat se iskrcao u Maraton, te u bitci kod Palene porazio protivničku vojsku. U vrijeme Pizistratove vladavine zadržane su sve institucije uvedene u vrijeme Solonovih reformi. Atena je u vrijeme Pizistrata doživjela golemi razvoj i rast. Pizistratovu vladavinu karakterizira i stalnost prava. Poznato je da je na arhontske položaje Pizistrat postavljao svoje prijatelje, imao plaćeničku vojsku za svoje vlastite potrebe te držao djecu potencijalnih neprijatelja zatvorenu.Pomeroy et al. (1998.), str. 171.

## Pizistratova politika
Pizistratov program uvelike se temeljio na gospodarstvu. U sklopu toga razvio je i mnoga Solonova ranija djela. Kao i Solona, Pizistrata je zanimala poljoprivreda i trgovina. Zemlju i zajmove davao je onima kojima je to bilo potrebno. Poticao uzgoj maslina i trgovinu, koja se počela razvijati u vrijeme Solonove vladavine, no u Pizistratovo vrijeme trgovina je postala izraženija. U 7. st. pr. Kr. grčka trgovina lončarstvom protezala se po Crnom moru, Italiji i Francuskoj, međutim, u prvoj polovici 6. st. pr. Kr. atenski izvoz lončarskih proizvoda pojavio se po čitavom Sredozemlju. U vrijeme Pizistratove vladavine, atički lončarski proizvodi izvoženi su dalje nego u vrijeme Solona, pa su se tako atički lončarski proizvodi pojavili u Joniji, Cipru i Siriji na istoku, no i u Španjolskoj na krajnjem zapadu.Pomeroy et al. (1998.), str. 171.